# Ciudad de Córdoba
La Empresa Ciudad de Córdoba S.A.C.I.F., ou simplement Ciudad de Córdoba, est une ancienne société privée argentine, qui fournissait des services de bus de moyenne distance, couvrant le secteur ouest et nord-ouest de la province de Córdoba. Une autre division de la même société fournissait également des services de transport urbain de passagers dans la ville de Córdoba. Elle était chargée des corridors des lignes 20 et 70 (anciennement corridors A et E, respectivement).

## Histoire
Elle a été fondée en 1969 et a été depuis remplacée par Grupo ERSA.
Le 31 juillet 2014, après des conflits sociaux et financiers, la municipalité de Cordoue a annulé la concession de Grupo Celeste, et les couloirs 2 et 7 sont passés aux mains des entreprises Grupo ERSA et Autobuses Santa Fe, tandis que les lignes de quartier B20 et B70 sont restées aux mains de Coniferal.
En mars 2015, en raison du conflit avec les chauffeurs sur le mauvais état des bus, le gouvernement de la province de Cordoba a annoncé la résiliation du contrat de concession le 16 mai,. 